# Youth rifle
Uno youth rifle (fucile per la gioventù) o boys rifle, secondo la legislazione sul porto d'armi degli Stati Uniti d'America, è un'arma da fuoco espressamente progettata per essere usata da bambini o da utilizzatori di piccola taglia.

## Caratteristiche
Si tratta di un fucile del calibro .22 Long Rifle, spesso a otturatore scorrevole. Vista la platea infantile dei potenziali utilizzatori, i fucili per bambini sono spesso costruiti in modo tale da essere leggerissimi. Sono, in genere, armi a colpo singolo, anche se alcuni modelli possono essere dotati di caricatore. Alcuni modelli presentano particolari finiture colorate, studiate per il pubblico a cui le armi sono destinate: infatti, oltre alle finiture tradizionali, sono a volte disponibili colorazioni in tinte pastello, come l'arancione, l'azzurro, ma anche il rosa per le armi destinata alle bambine. L'offerta commerciale di questo tipo di armi, più rara in passato, è andata espandendosi in misura notevole con il tempo.

## Aziende produttrici
Tra le aziende che si dedicano a questo tipo di produzione vi sono la Keystone Sporting Arms (che offre il modello Crickett), la Savage (con il modello Cub), la Henry (con il modello Mini Bolt) la Rogue Rifle Company (che offre il modello Chipmunk, disponibile in almeno undici versioni), la Remington Arms (Model Seven), la Stevens Arms (con il modello Favorite), la Marlin Firearms (con il Model 915).

## Modelli
Il modello CZ M-452 scout, della ceca Česká Zbrojovka Strakonice, adattato dal modello maggiore CZ 452, è un esempio di fucile adatto ai piccoli, in cui il caricatore originale è stato sostituito da una piattaforma di carica a singolo colpo. Questa può essere sempre sostituita, dopo l'acquisto, con un caricatore che può ospitare 5 o 10 colpi trasformando così il fucile in un'arma a ripetizione.
Il prezzo di vendita in negozio può essere anche inferiore ai 200 dollari statunitensi del suo prezzo di listino (valutazione di mercato pubblicata nel 2011), come nel caso del modello Mini Bolt della Henry.